# 9K330 Tor
9K330 Tor (w kodzie NATO SA-15 Gauntlet) – system kierowanych rakiet ziemia-powietrze opracowanych w ZSRR na początku lat 80 XX w. Następca systemu 9K33 Osa (w kodzie NATO SA-8 Gecko). System 9K330 Tor przeznaczony jest do zwalczania celów na małych i średnich odległościach. Dzięki nowemu radarowi i wysokiemu stopniowi automatyzacji system jest w stanie zwalczać cele takie jak samoloty, śmigłowce, bezzałogowe statki powietrzne (UAV), pociski manewrujące, bomby i pociski kierowane.

## Historia

### Geneza
W październiku 1971 roku, do uzbrojenia radzieckich wojsk lądowych przyjęto pierwsze zestawy 9K33 Osa. W pełni zautomatyzowane, samobieżne zestawy, w których na jednej platformie zintegrowano ze sobą wyrzutnię rakietową z pociskami 9M33, stację radiolokacyjną wykrywania, śledzenia i naprowadzania pocisków na cel. Nowatorska jak na czasy powstania konstrukcja, nie miała swojego odpowiednika w arsenałach państw NATO. Zestaw przeciwlotniczy był wysoce mobilny, zdolny do transportu drogą lotniczą i pokonywania przeszkód wodnych. Dzięki daleko posuniętej integracji systemu w ramach jednego nośnika, wyrzutnie mogły działać w pełni autonomicznie. Osa mogła prowadzić ogień z zamaskowanych stanowisk jak również w trakcie ruchu. W połowie lat 70. XX wieku, wraz z pojawieniem się nowych generacji zachodnich śmigłowców przeciwpancernych, szybujących bomb lotniczych AGM-62 Walleye, nowych wariantów AGM-12 Bullpup i rakiet przeciwradiolokacyjnych AGM-45 Shrike, możliwości Os okazały się być niewystarczające. Prace nad następcą zestawu 9K33 skupiły się zatem na ograniczeniu czasu reakcji dzięki dalszej automatyzacji procesu wykrywania, śledzenia i naprowadzania oraz zdolności do niszczenia kilku celów jednocześnie, zwiększeniu liczby przenoszonych i zdolnych do użycia w tym samym momencie środków ogniowych.

### Projekt
4 lutego 1975 roku Rada Ministrów Związku Radzieckiego, wydała postanowienie o rozpoczęciu prac nad nowym, samobieżnym systemem przeciwlotniczym. Prace w ramach nowego projektu, o nazwie kodowej Tor, rozpoczęto w połowie tego samego roku. Głównym inżynierem odpowiedzialnym za realizacje projektu został B.P. Jefremow. Za projekt wyrzutni, oznaczonej jako 9A330 odpowiadał I.M. Drize. Za projekt rakiety 9M330, odpowiedzialny był zespół pod kierunkiem P.D. Griszina. Nośnikiem systemu został ciągnik gąsienicowy GM-355. Wstępne prace postępowały szybko, już rok później powstał projekt koncepcyjny oraz pierwsze egzemplarze prototypowe. W grudniu 1983 roku rozpoczęto trwające rok próby poligonowe dostępnych prototypów wyrzutni. 19 marca 1986 roku podjęto decyzje o przyjęciu zestawu oznaczonego jako 9K330 Tor na uzbrojenie Armii Czerwonej. Równolegle z wersją lądową opracowywano model przeznaczony do instalacji na pokładach okrętów Marynarki Wojennej. Otrzymała ona oznaczenie 3K95 Kinżał i trafiła na uzbrojenie po 1989 roku.

### Zadania
Zestaw przeciwlotniczy Tor służy do zwalczania szerokiego spektrum  celów powietrznych na krótkich i średnich dystansach. Zestaw przeznaczony jest do taktycznej ochrony przeciwlotniczej nacierających oddziałów pancernych i bojowych wozów piechoty na szczeblu dywizji i brygady. Zestawy wchodziły w skład pułków i dywizjonów rakiet przeciwlotniczych. Wśród celów zestawu Tor znajdują się śmigłowce, bezzałogowe aparaty latające, samoloty, bomby szybujące, precyzyjne pociski powietrze-ziemia, rakiety manewrujące. Samodzielna bateria przeciwlotnicza Tor składała się ze stanowiska dowodzenia PU-12M, początkowo umieszczonego na specjalnie do tego celu zmodyfikowanym transporterze BTR-60. Cztery wyrzutnie 9A330, dwa samochody transportowo-załadowcze 9T244 oraz transportowe ciężarówki 9T245 z zapasem rakiet do wyrzutni. Bateria ogniowa wspierana była całą gamą dodatkowych środków, zmotoryzowanych warsztatów 9W887 i MTO-AG3 oraz mobilnych magazynów części zamiennych i warsztatów diagnostycznych 9F399. Stacji kontroli rakiet 9W98, trenażera 9F678, symulatora szkolno-treningowego PRWB. Wszystkie elementy były zmotoryzowane. Standardowo wśród nośników wyposażenia były ciężarówki Ural lub KamAZ, ale na życzenie zamawiającego, istniała możliwość dostosowania dowolnej ciężarówki o odpowiedniej wielkości i nośności. Radziecki pułk rakiet przeciwlotniczych wchodzący w skład dywizji, posiadał na stanie cztery baterie ogniowe. Będący w składzie brygady, dywizjon przeciwlotniczy liczył trzy baterie ogniowe oraz stanowisko dowodzenia oparte na wozie PU-12M. Działania baterii ogniowej Tor koordynowane były przez szefa obrony przeciwlotniczej dywizji lub brygady i/lub dowódca pułku lub dywizjonu rakiet przeciwlotniczych.

## Pocisk rakietowy
Pocisk 9M330 ma długość 3,5 m, masę 167 kg gdzie na głowicę bojową przypada 15 kg. Pocisk może manewrować z przeciążeniami dochodzącymi do 30 g i prędkością dochodzącą do 2,8 Macha. W porównaniu do pocisków poprzedniej generacji znacznie zwiększono zdolności manewrowe pocisku, co w połączeniu z pionową wyrzutnią sprawia, że atakowane mogą być cele nadlatujące z każdego kierunku, a nawet cele lądowe.
Prawdopodobieństwo zniszczenia celu dla najnowszych wersji pocisku szacowane jest następująco:
- 0,92–0,95 przeciwko samolotom
- 0,80–0,96 przeciwko śmigłowcom
- 0,60–0,90 przeciwko pociskom skrzydlatym (przy efektywnym zasięgu 5 km)
- 0,70–0,90 przeciwko bombom kierowanym i pociskom rakietowym pow.-ziem.
- 0,90 przeciwko BSL

## Wersje
- 9K330 Tor – z pociskiem 9M330, zasięg minimalny 2 km, wejście do służby w 1986
- 9K331 Tor-M – z pociskiem 9M331, zasięg minimalny 1,5 km, wejście do służby w 1991, zwiększona celność pocisku z możliwością atakowania dwóch celów jednocześnie
- 9K331M Tor-M1 – z pociskiem 9M331, zasięg minimalny 1,5 km
- 9K332 Tor-M2 – z pociskiem  9M331 i nowym radarem, minimalny zasięg 1 km
- 3K95 Kindżał – morska wersja w kodzie NATO znana jako SA-N-9

## Użytkownicy
- Białoruś – 3 zestawy
- Chiny – 27 zestawów
- Cypr – 6 zestawów
- Grecja – 25 zestawów
- Iran – 29 zestawów
- Mjanma – 48 zestawów
- Peru
- Rosja – 120 zestawów
- Ukraina – 100 zestawów
- Wenezuela – 12 zestawów